# HC Dukla Praag
HC Dukla Prague (Tsjechisch: HC Dukla Praha) is een handbalclub uit Tsjechië. Dukla won drie keer Champions Cup.

## Erelijst
| Competitie                      | Aantal | Jaren |
| ------------------------------- | ------ | --- |
| Internationaal                  |        | |
| Champion Cup                    | 3x     | 1957, 1963, 1984 |
| Nationaal                       |        | |
| Landskampioenschap              | 3x     | 1994, 2011, 2017 |
| Landskampioen Tsjecho-Slowakije | 19x    | 1950, 1953, 1954, 1955, 1956, 1958, 1959, 1961, 1962, 1963, 1964, 1965, 1966, 1967, 1970, 1977, 1979, 1980, 1982, 1983, 1984, 1985, 1986, 1987, 1988, 1990, 1991, 1992, |